# 庫托省
9°54′N 6°25′W / 9.900°N 6.417°W

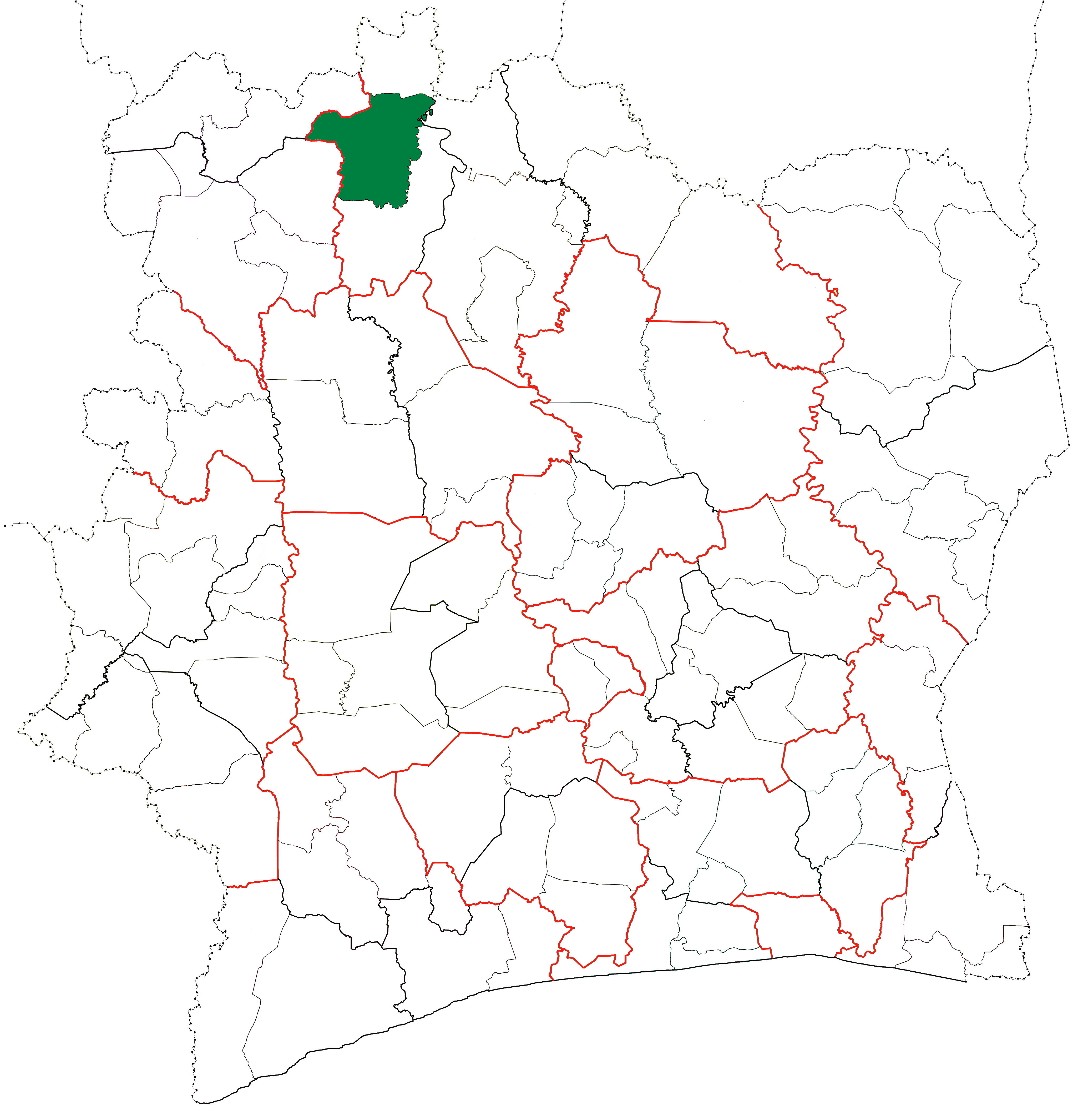

庫托省（Kouto Department），是科特迪瓦的省份，位於該國北部薩瓦內區，由巴戈埃大區負責管轄，南面是本賈利省，首府設於庫托，成立於2008年，面積3,614平方公里，2014年人口129,598，人口密度每平方公里36人。